# 2000 v športu
2000 v športu.
Leto olimpijskih iger – Poletne olimpijske igre 2000, Sydney, Avstralija.

## Avto - moto šport
- Formula 1: zmagovalec prvenstva je postal Ferrarijev voznik Michael Schumacher, Nemčija, ki je zmagal na devetih dirkah in osvojil 108 točk, to je bil njegov tretji naslov, med moštvi je slavil Ferrari z desetimi zmagami in 170 osvojenimi točkami
- 500 milj Indianapolisa: dirko je dobil Juan Pablo Montoya, Kolumbija, z bolidom G Force/Aurora in moštvom Chip Ganassi Racing[1]

## Kolesarstvo
- Tour de France 2000: dirko je dobil Lance Armstrong, ZDA, ki pa so mu kasneje jo odvzeli zaradi dokazane uporabe prepovedanih poživil, dopinga
- Giro d'Italia: zmagal je Italijan Stefano Garzelli, vozil je za moštvo Mercatone Uno

## Košarka
- Pokal evropskih prvakov: slavil je grški Panathinaikos, ki je v finalu premagal Maccabi Tel Aviv s 73–67
- NBA: ligo je dobilo moštvo Los Angeles Lakers, ki je ekipo Indiana Pacers premagalo s 4 proti 2 v zmagah, za najboljšega igralca sezone in finala je bil proglašen Shaquille O'Neal[2]
- Olimpijske igre, moški: prvo mesto in zlata medalja sta šla v roke ZDA, srebro je šlo v Francijo in bron v Litvo[3]

## Nogomet
- Liga prvakov: Real Madrid
- Evropsko prvenstvo v nogometu – Belgija-Nizozemska 2000: v finalu je po podaljšku zmagala Francija 2 proti 1 proti Italiji[4]

## Rokomet
- Liga prvakov: španska Barcelona je s 54-52 premagala nemški Kiel v dveh tekmah finala (25-28 in 29-24) in postala rekordnih petič zapored prvak[5]
- Liga prvakinj: avstrijski Hypo je s 52-45 premagal makedonski Kometal Skopje v dveh tekmah finala (32-23 in 20-22)[6]

## Smučanje
- Alpsko smučanje:  
  - Svetovni pokal v alpskem smučanju, 2000: 
    - Moški: slavil je Hermann Maier, Avstrija z rekordnim izkupičkom 2000 točk[7]
    - Ženske: slavila je Renate Götschl, Avstrija s 1631 točkami[8]

  - Zmagovalci po smučarskih disciplinah:

- -     - Moški:
    - Slalom: Kjetil André Aamodt, Norveška
    - Veleslalom: Hermann Maier, Avstrija
    - Superveleslalom: Hermann Maier, Avstrija
    - Smuk: Hermann Maier, Avstrija
    - Kombinacija: Kjetil André Aamodt, Norveška
    - Ženske:
    - Slalom: Špela Pretnar, Slovenija
    - Veleslalom: Michaela Dorfmeister, Avstrija
    - Superveleslalom: Renate Götschl, Avstrija
    - Smuk: Regina Häusl, Nemčija
    - Kombinacija: Renate Götschl, Avstrija
- Nordijsko smučanje: 
  - Svetovni pokal v smučarskih skokih 2000: 
    - Moški: sezono je dobil Martin Schmitt, Nemčija s 1833 točkami
    - Pokal narodov: 1. Finska s 5219 točkami, 2. Avstrija s 4409 in 3. Nemčija s 4395 točkami

## Tenis
- Turnirji Grand Slam za moške: 
  - 1. Odprto prvenstvo Avstralije: Andre Agassi, ZDA[9]
  - 2. Odprto prvenstvo Francije: Gustavo Kuerten, Brazilija
  - 3. Odprto prvenstvo Anglije – Wimbledon: Pete Sampras, ZDA[10]
  - 4. Odprto prvenstvo ZDA: Marat Safin, Rusija
- Turnirji Grand Slam za ženske: 
  - 1. Odprto prvenstvo Avstralije: Martina Hingis, Švica[11]
  - 2. Odprto prvenstvo Francije: Mary Pierce, Francija
  - 3. Odprto prvenstvo Anglije – Wimbledon: Venus Williams, ZDA[12]
  - 4. Odprto prvenstvo ZDA: Venus Williams, ZDA
- Davisov pokal: Španija slavi s 3 proti 1 nad Avstralijo
- Tenis na olimpijskih igrah 2000: 
  - Moški posamično: Jevgenij Kafelnikov, Rusija
  - Ženske posamično: Venus Williams, ZDA
  - Moški dvojice: Sébastien Lareau & Daniel Nestor
  - Ženske dvojice: Venus Williams & Serena Williams

## Hokej na ledu
- NHL – Stanleyjev pokal: slavijo New Jersey Devils s 4 proti 2 v zmagah nad Dallas Stars
- SP 2000: 1. Češka, 2. Slovaška, 3. Finska[13]

## Rojstva
- 9. marec: Nika Križnar, slovenska smučarska skakalka
- 26. april: Timi Zajc, slovenski smučarski skakalec

## Smrti
- 1. januar: Gerda Paumgarten, avstrijska alpska smučarka (* 1907)
- 13. januar: Antti Hyvärinen, finski smučarski skakalec (* 1932)
- 26. januar: Don Budge, ameriški tenisač (* 1915)
- 2. marec: Audun Boysen, norveški atlet (* 1929)
- 16. maj: Petter Hugsted, norveški smučarski skakalec (* 1921)
- 24. julij: Anatolij Firsov, ruski hokejist (* 1941)
- 20. avgust: Bunny Austin, angleški tenisač (* 1906)
- 31. avgust: Joan Marcia Bathurst Hartigan, avstralska tenisačica (* 1912)
- 25. oktober: Alberto Demiddi, argentinski veslač (* 1944)
- 28. oktober: Rolf Eriksson-Hemlin, švedski hokejist (* 1918)
- 2000: Helmut Berthold, nemški rokometaš (* 1911)